# Nattexpress
Nattexpress (originaltitel: Night Train to Munich) är en brittisk thrillerfilm från 1940 i regi av Carol Reed. Manuset, skrivet av Sidney Gilliat och Frank Launder, är baserat på romanen Report on a Fugitive av Gordon Wellesley. Huvudrollerna spelas av Margaret Lockwood och Rex Harrison.
Filmen bär flera likheter med En dam försvinner i regi av Alfred Hitchcock, som hade premiär två år tidigare. Bland annat innehåller båda filmerna de två komiska karaktärerna Charters och Caldicott, spelade av samma skådespelare (Basil Radford och Naunton Wayne).

## Handling
Filmen handlar om den tjeckoslovakiske uppfinnaren Axel Bomasch (spelad av James Harcourt) och hans dotter Anna (Margaret Lockwood), som då Nazitysklands tågar in i Prag under våren 1939 (som föranledde utbrottet av andra världskriget senare samma år) försöker fly till Storbritannien. Fadern lyckas fly, men Anna fångas av Gestapo och placeras i ett koncentrationsläger.
Anna lyckas fly från koncentrationsläger tillsammans med en annan fånge vid namn Karl Marsen (Paul Henreid), som säger att han är en tidigare lärare som fängslats för sina politiska åsikter. I verkligheten är han en Gestapo-agent som är ute efter att spåra upp Annas far i Storbritannien. De anländer tillsammans till London. Där tar Anna hjälp av en brittisk hemlig agent vid namn Dickie Randall (Rex Harrison), som låtsas vara underhållaren Gus Bennett. Randall hjälper Anna att återförenas med sin far. De förföljs av Gestapos hemliga agenter i Storbritannien, och både fadern och Anna kidnappas och förs till Nazityskland med avsikten att fadern ska arbeta för nazisterna. Randall följer efter för att rädda fader och dotter Bomasch.

## Medverkande
- Margaret Lockwood – Anna Bomasch
- Rex Harrison – Gus Bennett/Dickie Randall
- Paul Henreid – Capt. Karl Marsen
- Basil Radford – Charters
- Naunton Wayne – Caldicott
- James Harcourt – Axel Bomasch
- Felix Aylmer – Dr. John Fredericks
- Wyndham Goldie – Charles Dryton
- Roland Culver – Roberts
- Eliot Makeham – Schwab
- Raymond Huntley – Kampenfeldt, the first official Randall fools
- Austin Trevor – Captain Prada
- Kenneth Kent – Controller
- C.V. France – Admiral Hassinger
- Frederick Valk – German Officer at Munich railway station